# Абдуллин, Анас Назипович
Анас Назипович Абдуллин (1884—1957) — русский и советский химик.

## Биография
Первые годы жизни(1884 – 1903 гг.)
Уразов Георгии Григорьевич родился 18 января (по новому стилю) 1884 г. в с. Шатое б. Терской области Аргунского округа в семье врача[1] .
Среднее образование он получил в Ереванской классической гимназии, которую он окончил с золотой медалью в 1903 г. Помимо качественного преподавания физико-математических дисциплин, особое внимание уделялось литературно-художественному образованию и воспитанию. Так Г. Г. Уразов принимал большое участие в художественных мероприятиях в гимназии – играл на скрипке, на концертах выступал с художественной декламацией, пел. Будучи студентом, а позже и профессором С.-Петербургского политехнического института, он  участвовал в симфоническом оркестре института, а затем в оркестре научных работников[1]. Ещё во времена обучения в гимназии Г. Г. Уразов мог определиться со своей профессией. Его отец, являясь большим патриотом, считал, что при данных международных отношениях России нужен сильный флот, поэтому он хотел, чтобы один из старших сыновей стал опытным кораблестроителем. В связи с этим Г. Г. Уразов изучал немецкий язык.  Когда он был учеником 5-го и 6-го классов он готовился к отъезду в Германию в одну из морских школ, но отъезд так и не состоялся, потому что семья всё время росла, и возможностей для поездки в Германию становилось с каждым годом всё меньше и меньше. Но отчасти Г. Г. Уразов, поступив на Металлургическое отделение С.-Петербургского политехнического института, выполнил пожелание отца, поскольку для строительства флота были нужны металлурги. Чуть позже, когда Г. Г. Уразов был учеником 7-го класса, он вместе с отцом ездил полтора месяца по селам и деревням Ереванской губернии, чтобы регистрировать и выявлять прокаженных. Он участвовал в экспедиции в качестве фотографа, который запечатлел различные неизлечимые и тяжёлые формы болезни. Эти фотографии были необходимы для создания книги о распространении проказы в Закавказье с целью обратить внимание общественных и официальных кругов общества[2].
Студенческие годы (1903-1912 гг.)
В 1903 г. Г. Г. Уразов  поступил на Металлургическое отделение С.-Петербургского политехнического института, который успешно окончил в 1909 г. со званием инженера-металлурга[1]. Во время обучения на первом курсе металлургического отделения у Г. Г. Уразова было желание перейти в Военно-медицинскую академию, но из-за ухода из жизни отца этому не суждено было сбыться, поскольку ему нужно было помогать матери в заботе о меньших братьях. Также на решение остаться в политехническом институте  повлияла и обстановка, которая окружала молодых студентов: блестящий профессорско-преподовательский состав, новые здания института, которые по красоте сравнимы с дворцами, прекрасные аудитории, хорошо оборудованные кабинеты и лаборатории, необычная система преподавания[2]. Среди известных профессоров, чьи лекции слушал Г. Г. Уразов в институте, были: Н. А. Меншуткин – один из крупнейших авторитетов в области аналитической химии, замечательный лектор – В. В. Скобельцын, известные физики О. Д. Хвольсон, И. И. Боргман, выдающийся химик Д. П. Коновалов, знаменитые геолог и минералог Ф. Ю. Левинсон-Лесинг и физико-химик Н. С. Курнаков, с которым Г. Г. Уразов позже связал свою научную работу[1]. Система обучения Политехнического института позволяла студентам больше возможностей близкого общения с преподавателями, что помогало максимальному освоению специальных предметов. Лабораторные занятия были для Г. Г. Уразова притягательными, особенно по сравнению с обучением в школе, где учились методом доски и мела. Поскольку в лабораториях, можно было значительно расширить свои знания сверх программы института и даже заниматься научно-исследовательской деятельностью, то Г. Г. Уразов прошёл расширенный практикум по аналитической химии в лаборатории профессора Н. А. Меншуткина под руководством Д. Н. Монастырского одного из его талантливых ассистентов. Этот практикум завершился полным анализом силиката и оставил очень глубокий след в Г. Г. Уразове. Здесь он впервые полюбил химические эксперименты, научился аккуратно работать и приобрёл химическое мышление. Вместе со своим другом А.Е. Раковским Г. Г. Уразов по совету Д. Н. Монастырского направились в лабораторию профессора Н. С. Курнакова. Там они познакомились с С.Ф. Жемчужным, который являлся верным сподвижником Н. С. Курнакова. Он стал их учителем и руководителем по освоению экспериментальной техники металлографических исследований. По окончанию этих занятий Г. Г. Уразов совместно с А.Е. Раковским, выполнил работу по сплавам марганца с медью и никелем, под руководством С.Ф. Жемчужного. Работа в лаборатории настолько заинтересовали Г. Г. Уразова, что он во время каникул проводил время в лаборатории Н. С. Курнакова. Там он самостоятельно выполнил две работы по сплавам меди и магния, и по ауридам магния, которые в будущем составили тему его дипломной работы.  Помимо обучения в институте, Г. Г. Уразов экстерном прошёл курс Физико-математического факультета Санкт-Петербургского университета. В 1912 он прошёл экзамены в физико-математической испытательной комиссии при Петербургском университете по отделению химии и удостоился диплома 1-й степени[2].
Научная деятельность (1905- 1957 гг.)
Ещё будучи студентом Санкт-Петербурга политехнического института в 1905 -1906 гг. Г.Г. Уразов начал свою научную работу. Первые исследования были связаны с физико-химическим изучением металлических сплавов: медь-марганец, марганец-никель[1] и системы сплавов магний-медь[2], магний-золото[3]. Эти исследования Г. Г. Уразов использовал в качестве своей дипломной работы при окончании Политехнического института в 1909 г. После окончании института Г. Г. Уразов остался аспирантом(стипендиатом)  при Кафедре общей химии, а в 1911 стал младшим лаборантом (ассистентом) и с 1912 по 1921 был лекционным ассистентом Н.С. Курнакова. Будучи аспирантом Г. Г. Уразов провёл изучение электропроводности и твердости сплавов магния с кадмием. В 1914 году за эту работу ему присудили премию им. Д. И. Менделеева. В 1920 году Совет Петроградского политехнического института избрал Г. Г. Уразова на должность профессора Кафедры иных, кроме железа, металлов. Начиная с 1920 года, он работал научным сотрудником в Институте физико-химического анализа Академии наук СССР, который был основан Н. С. Курнаковым. Здесь Г. Г. Уразов продолжил свои ранние исследования металлических сплавов, а также изучал системы магний-кадмий, железо-кремний, алюминий-железо, алюминий-сурьма. Он получил данные, которые подтвердили учение Н. С. Курнакова о дальтонидах, бертоллидах и сингулярных точках химических диаграмм. Помимо исследований в области металлических сплавов, он занимался также изучением бакинских соляных озер, буровых вод Северного Кавказа и рассолов Соликамского района. Эти работы были важны для создания иодо-бромной и калийной промышленности в СССР.
С 1920 г. Г.Г. Уразов начал уделять огромное внимание физико-химическому изучению тихвинских бокситов и боровичских огнеупорных глин[4]. Вместе с химическим анализом, он часто использовал томографический метод исследования с применением пирометра Н.С. Курнакова. На базе этих исследований Г. Г. Уразов предложил методы переработки бокситов на глинозём[5], которые нашли применение в создании отечественной алюминиевой промышленности. Значение этих работ считается огромным в отечественной алюминиевой промышленности. Поскольку был запрос алюмино-магниевой промышленности и была необходимость в производстве лёгких сплавов высокой прочности, Г. Г. Уразов вместе со своими сотрудниками изучал сплавы алюминия с магнием и медью. Им удалось определить природу и физико-химические свойства алюминиевых сплавов и дать научное обоснование технологии их производства. В 1934 г. Г. Г. Уразова утвердили заведующим Отделением металлических равновесий Института общей и неорганической химии АН СССР. В том же году ему была присуждена степень доктора технических наук, а в 1935 г. – доктора химических наук. 29 января 1939 года он был избран членом-корреспондентом Академии наук СССР по Отделению математических и естественных наук, специальность — «общая и неорганическая химия», а с 30 ноября 1946 года — действительным членом (академиком) АН СССР по Отделению химических наук, специальность — «неорганическая химия и химическая технология». С 1943 г. по 1957 Г. Г. Уразов являлся заведующим Отделом физико-химического анализа Института общей и неорганической химии (ИОНХАН) им Н.С. Курнакова Академии наук СССР.
После того, как Академия наук переехала из Ленинграда в Москву в 1934 г., Г. Г. Уразов стал уделять большее внимание изучению систем из сульфидов и хлоридов, а также исследованиям взаимодействий металлов с серой и с хлоридами металлов. Он также выяснял применение хлора в производстве цветных и редких металлов. Он участвовал в организации экспедиций по изучению соляных богатств Казахстана, Туркмении и Астраханская области. Им была организована  в 1945 г. Каспийского-Карабогазкая физико-химическая экспедиция по изучению гидрохимического режима залива Каспийского моря – Кара-Богаз-Гола.
Преподавательская и руководящая деятельности (1911 -1957 гг.)
Г. Г. Уразов  на протяжении всей своей жизни, начиная со студенческой, уделял большое внимание педагогической работе, а затем и подготовке научных кадров. С 1911 по 1920 г. он был ассистентом, а начиная с 1920 года профессором Петроградского (с 1924 г. – Ленинградского) политехнического института, он читал курс металлургии цветных металлов и общей химии. Преподавал в МИСиС. С 1938 году до апреля 1957 г. Г. Г. Уразов являлся заведующим Кафедрой тонкой технологии тонких неорганических продуктов в Московском институте тонкой химической технологии им. М. В. Ломоносова. Он заведовал Кафедрой металлургии тяжёлых цветных металлов в Московском институте цветных металлов и золота им. М. И. Калинина с 1943 по 1955 г.. Г. Г. Уразов подготовил огромное число инженеров-химиков и металлургов, кандидатов и докторов химических наук. Он сделал большой вклад в подготовку химиков-галургов. Он был инициатором идеи ввести специальность галургия в Институте тонкой химической технологии им. М. В. Ломоносова при Кафедре технологии тонких неорганических производств и подготовил большое количество специалистов в области минеральных солей.
С 1919 по 1929 г. Г. Г. Уразов руководил химической лаборатории, которая была создана им при Управлении промышленных разведок Северной области.
На протяжении многих лет Г. Г. Уразов был председателем Соляной комиссии при Институте общей и неорганической химии АН СССР (ИОНХ). С 1952 г. и до конца жизни был членом Комиссии по координации научно-исследовательских работ в области физико-химического изучения солевых равновесий и природных солей при Отделении химических наук Академии наук СССР. После смерти Н. С. Курнакова, Г. Г. Уразов отвечал за редакцию журнала «Известия Сектора физико-химического анализа». Несколько лет он был активным членом редакции журнала «Металлургия».
Умер 27 апреля 1957 года. Похоронен в Москве на Новодевичьем кладбище.

## Награды и премии
- Премия им. Д. И. Менделеева (1914 г.) была присуждена Отделением химии Русского физико-химического общества за работы по металлическим сплавам;
- Премия от Комитета по химизации при ВСНХ СССР (1927 г.) за работы в области химии;
- Орден Красной Звезды (1945 г.)
- Орден Ленина (13 ноября 1944 г.) — за выдающиеся заслуги в области развития советской химии и подготовке научных кадров, в связи с 25-летием основания Института общей и неорганической химии Академии Наук СССР
- Орден Трудового Красного Знамени (18 января 1944) — за работы в области цветной металлургии и в связи с 60-летием
- Медаль «За доблестный труд в Великой Отечественной войне 1941 – 1945 гг.» (1946 г.);
- Орден «Знак Почёта» (1951 г.);
- Орден Ленина (1953 г.) — за выслугу лет и безупречную работу;

## Научные труды
- Магний / Сост. Г. Г. Уразов ; Геологический комитет. — Ленинград : [б. и.], 1927. — 21, [1] с.; 26 см. — (Обзор минеральных ресурсов СССР; Вып. 23).
- Металлургия никеля / Проф. Г. Г. Уразов. — 2-е изд., испр. и доп. — Ленинград ; Москва : Онти. Глав. ред. цветной металлургии, 1935 (Л. : тип. им. Евг. Соколовой). — Обл., 208, [2] с. : черт.
- Физико-химическое исследование тройных сплавов алюминия с кремнием и медью…/ Г. Г. Уразов, С. А. Погодин, Г. М. Заморуев. — Москва : Гос. технич. изд-во, 1929 (Л. : типо-лит. "Красный печатник"). — 36 с. : ил., черт., граф.
- Труды Всесоюзного геолого-разведочного объединения НКТП СССР : Вып. 43. Проблема бессульфатности соликамских калийных отложений : А.Е. Рыковсков О порядке отложения солей Соликамского калиевого месторождений / Г.Г. Уразов. - Л. [и др.] : Гос. науч.-техн. горн.-геол.-нефт. изд-во, 1932. - 58 с.; 26 см.
- Сплавы марганца с медью и никелем / Г.Г. Уразов, С. Ф. Жемчужный и А. Е. Раковский. ЖРФХО, ч. хим.. 1907, т. 39, отд. 1, в. 5, с. 787-802.
- Сплавы меди и магния / Г.Г. Уразов. ЖРФХО, ч. хим., 1907, т. 39. отд. 1, в. 9, с. 1566-1581 .
- О соединениях магния с золотом / Г.Г. Уразов. ЖРФХО, ч. хим.. 1908, т. 40, отд. 1, в. 6, с. 1146 .
- Физико-химический анализ тихвинских бокситов и глин / Г.Г. Уразов, Н. С. Курнаков. — В кн. II Съезд научных деятелей по металлургия им. Д. К. Чернова в Ленинграде (25 мая - 3 июня 1924 г.). Под ред. А. А. Байкова. Л., НХТИ НТО ВСНХ, с. 56-57.
- Физико-химические исследования с боровичских огнеупорных глин / Г.Г. Уразов, Н. И. Влодавцев. — В кн. Труды IV Менделеевского съезда по чистой и прикладной химии. Л., НХТИ, ЧТО ВСНХ, 1925 С. 69-70.
- Природа алюминиево-магниевых сплавов / Г.Г. Уразов. Изв. ИФХА, 1924, т. 2, в. 2, с. 480-481.
- Применение газообразного хлора в металлургии цветных металлов / Г.Г. Уразов, И. С. Морозов. - В кн. Неорганические хлоропродукты. Сборник работ лабораторий Института [прикладной химии). Л. ОНТИ, ГХТИ, 1934, с. 7-11.